# Thụy Kim
Thụy Kim (tiếng Trung: 瑞金市, Hán Việt: Thụy Kim thị) là một thành phố cấp phó địa khu của địa cấp thị Cám Châu (赣州市), tỉnh Giang Tây, Cộng hòa Nhân dân Trung Hoa. Thành phố nằm ở khu vực miền núi phía đông nam Giang Tây, giáp với tỉnh Phúc Kiến. Địa danh này nổi tiếng là trung tâm hoạt động của những người Cộng sản Trung Quốc sau khi bị Quốc dân đảng đẩy bật khỏi Tỉnh Cương Sơn. Năm 1931, dưới sự lãnh đạo của Mao Trạch Đông, Cộng hòa Xô viết Trung Hoa đã được thành lập ở đây. Năm 1934, lực lượng Tưởng Giới Thạch đã bao vây phe Mao Trạch Đông ở đây. Thụy Kim cũng là nơi bắt đầu cuộc Vạn lý Trường chinh.

## Hành chính
Thụy Kim được chia ra làm 17 đơn vị hành chính cấp hương, gồm 7 trấn và 10 hương. Ngoài ra thành phố này còn quản lí 1 đơn vị tương đương cấp hương khác
- Trấn: Tượng Hồ (象湖镇), Thụy Lâm (瑞林镇), Nhâm Điền (壬田镇), Cửu Bảo (九堡镇), Sa Châu Bá (沙洲坝镇), Tạ Phường (谢坊镇), Vũ Dương (武阳镇)
- Hương: Diệp Bình (叶坪乡), Đinh Pha (丁陂乡), Đại Bách Địa (大柏地乡), Cương Diện (岗面乡), Nhật Đông (日东乡), Vạn Điền (万田乡), Hoàng Bách (黄柏乡), Vân Thạch Sơn (云石山乡), Trạch Đàm (泽覃乡), Bạt Anh (拔英乡)

Đơn vị ngang cấp hương khác
- Khu khai phát kinh tế Thụy Kim (江西瑞金经济开发区)